# Christine Schornsheim
Christine Schornsheim, née en 1959, est une claveciniste, organiste et pianiste allemande spécialisée dans la musique ancienne.

## Formation et carrière
Christine Schornsheim étudie de 1969 à 1976, à l'école spéciale de musique de Berlin, puis jusqu'en 1982, le piano au Conservatoire de musique de Berlin. De 1982 à 1983, elle est répétitrice au théâtre Hans Otto à Potsdam. Elle participe également à des classes de maître de Gustav Leonhardt, Ton Koopman, Johann Sonnleitner et Andreas Staier. Elle fait ses débuts en 1994, au pianoforte, en tant qu'accompagnatrice de lied avec le ténor Peter Schreier. 
De 1988 à 1992, elle enseigne le clavecin et la basse continue au Conservatoire de Leipzig. En 1992, elle est nommée professeur de clavecin et de piano-forte. En 2002, elle reçoit une proposition de poste de professeur de clavecin au conservatoire de Munich. 
En tant que concertiste, elle se produit régulièrement en duo avec Andreas Staier, et joue avec Hille Perl (viole de gambe) et Kristin von der Goltz (violoncelle). Elle fait partie de deux ensembles, au clavecin : le Berliner Barock-Compagney et de Münchner Cammer-Music. Elle a joué sous la direction de Georg Solti, Seiji Ozawa, Claudio Abbado, Leopold Hager, Peter Schreier, Marcus Creed, Georg Christoph Biller, Helmuth Rilling, Gilbert Varga, Hermann Max et Christoph Poppen.
Ses principaux enregistrements pour le label Capriccio, comportent notamment des œuvres de Jean-Sébastien Bach (Variations Goldberg) et divers concertos pour piano de Mozart. Avec Christoph Huntgeburth, elle a interprété aussi (en première mondiale) des œuvres pour flûte et piano de Beethoven. En 1999, elle a reçu le prix ECHO Klassik, pour l'Enregistrement de trois concertos de CPE Bach, Friedman Bach et Christian Bach. En 2005, elle a achevé l'intégrale des œuvres pour clavier de Joseph Haydn, nécessitant quatorze disques et couronné d'un diapason d'or.

## Discographie
Outre Capriccio, Christine Schornsheim a enregistré pour les labels Carus, Deutsche Harmonia Mundi, Phoenix Edition, Teldec et Warner Classics.
- Bach, Variations Goldberg - Christine Schornsheim, clavecin Joop Klinkhamer d'après Claude Labrèche c. 1680 (4-6 novembre 1994, Capriccio 10 577/78)